# معبد کوریو

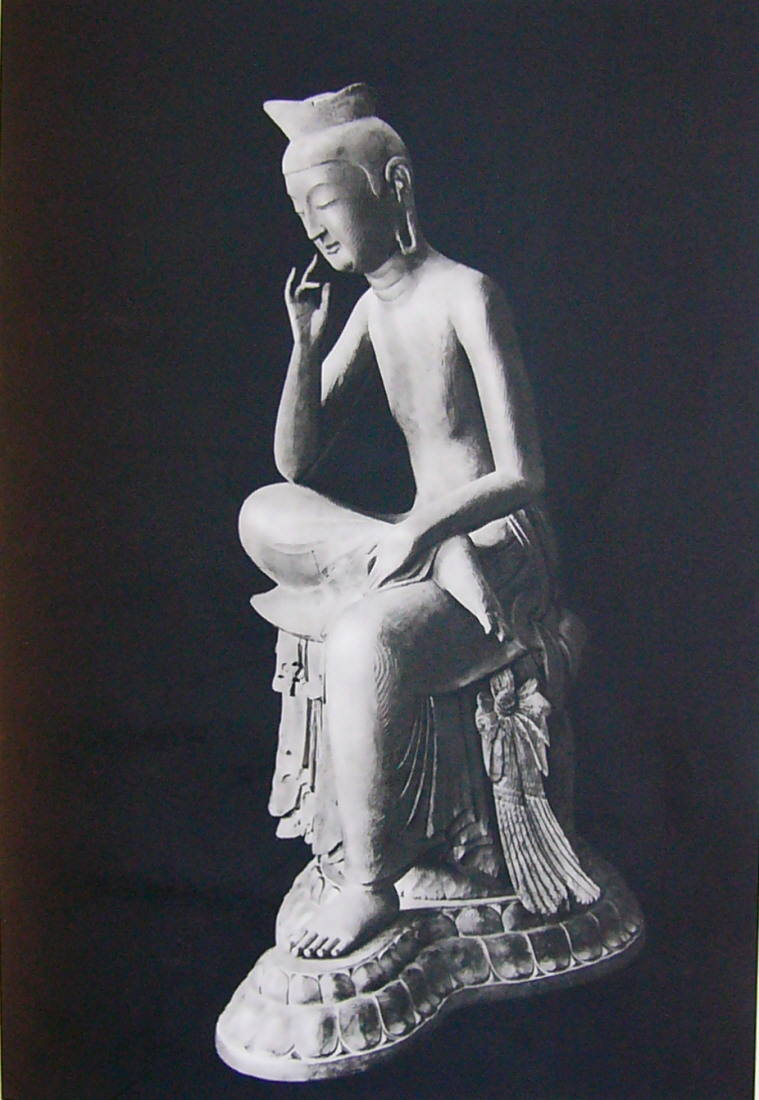
مجسمه بودیساتوا مایتریا، در معبد کوریو

معبد کوریو (انگلیسی: Kōryū-ji) یک معبد متعلق به فرقه شینگون یکی از فرقه‌های آیین بودایی در کیوتو در ژاپن است. معبد کوریو قدیمی‌ترین معبد کیوتو است که در سال ۶۰۳ توسط هاتا نو کاواکاتسو، پس از دریافت مجسمه بودایی از شاهزاده شوتوکو تایشی ساخته شد. آتش‌سوزی‌های سال‌های ۸۱۸ و ۱۱۵۰ کل مجموعه معبد را ویران کرد، اما پس از آن چندین بار بازسازی شد.